# Socialna liberalna stranka
Socialna liberalna stranka (LS, skrajšano ime Slovenski liberalci) je izvenparlamentarna politična stranka iz Slovenije.
Prvi predsednik stranke je bil Vitomir Gros.
Ustanovljena je bila leta 1989 kot Slovenska obrtniška stranka. Leta 1999 se je preimenovala v Socialna liberalna stranka.